# Sundasciurus samarensis
Sundasciurus samarensis är en däggdjursart som först beskrevs av Joseph Beal Steere 1890.  Sundasciurus samarensis ingår i släktet sundaekorrar, och familjen ekorrar. IUCN kategoriserar arten globalt som livskraftig. Inga underarter finns listade i Catalogue of Life.
Arten förekommer endemisk på Filippinernas östra öar, bland annat på Samar och Leyte. Den lever i olika slags skogar och dessutom besöker den odlade regioner.